# Разрушително изпитване
Разрушително изпитване (или Разрушителен физически анализ) е вид тест, които които се извършват върху определен образец, и чиято цел е да се разбере експлоатационните му характеристики, поведението на материалите от които е изработен, при различни натоварвания и удари. Тези тестове обикновено са сравнително лесни за провеждане, дават повече информация и са по-лесни за интерпретиране, отколкото „неразрушаващите тестове“.
Разрушителното изпитване е най-подходящо и икономично за обекти, които предстоят да се произвеждат масово, тъй като разходите за разрушаването на малък брой екземпляри са незначителни. Анализът и документирането на режима на разрушителна повреда често се извършва с помощта на високоскоростен видеозапис, който дава възможност да се проследи в каданс процеса, давайки възможност да се открие повредата.
Откриването на повредата може да се осъществи с помощта на звуков детектор или манометър, който генерира сигнал за задействане на високоскоростната камера. Тези високоскоростни камери имат усъвършенствани режими на запис, за да заснемат почти всякакъв вид деструктивна повреда. 